# Дарджилінг (чай)
Дарджилінг  (гінді दार्जीलिंग चाय) — контрольований за походженням сорт індійського чаю. Цим терміном називають індійський традиційний чай, вирощений в окрузі Дарджилінг, розташованому на півночі східної частини Індії у штаті Західний Бенгал. Дарджилінг — чай винятково високої якості, який ще називають «чайним шампанським». Вирощування, збирання та переробку проводять у чайних садах — гірських плантаціях на висоті від 600 до 2000 метрів над рівнем моря.
На якість чайного листа, що вирощується у Дарджилінгу, впливає особливий мікроклімат цього регіону: невелика середньорічна температурна амплітуда (не буває ані холодної зими, ані спекотного літа), часті тумани та дощі. Середньорічна температура в регіоні становить +11 °C, а середня амплітуда — 12 °С. У Дарджилінгу багато струмків та невеличких річок, що спрощує зрошення чайних насаджень.
Дарджилінги — цінні та дорогі чаї. Роздрібна вартість окремих ґатунків може перевищувати 500 USD за кілограм.

## Офіційне визначення терміна
Чай «дарджилінг» — це традиційний чай, вироблений на будь-якій фабриці у межах округу Дарджилінг та має марку, сертифіковану Чайною Радою Індії. Такою маркою є, як правило, назва чайного саду, де зібраний цей чай.

### Райони вирощування
Перелік районів, у яких вирощується чай, що має право називатися дарджилінгом:
1. Гірські області району Садар;
2. Гірські області району Калімпонґ;
3. Район Курсеонґ, за винятком областей під юрисдикцією округу Дарджилінг під номерами 20, 21, 23, 24, 29, 30 та 33. Ці області не є гірськими, а тому не є спроможними вирощувати чай, що відповідає стандартам[5].

### Чай з інших районів округу
Офіційну сертифікацію у Дарджилінгу мають лише 87 чайних господарств, а всього їх, не враховуючи окремих фермерів, — 144. Решта господарств не отримує офіційної реєстрації, а отже, не має права продавати свою продукцію під назвою «дарджилінг». Ці господарства реалізують продукцію або сертифікованим господарствам, або в обхід офіційних каналів збуту. Таким чином, фактично, марка «дарджилінг» є монопольною маркою під контролем Чайної Ради Індії, а не назвою, контрольованою за походженням.

## Контроль якості

Логотип чаю Дарджилінг

У 1983 році було створено логотип дарджилінзького чаю. З 2003 року в Індії набрав чинності закон, що захищає логотип дарджилінгу та слово «дарджилінг» як торгові марки. Відповідну реєстрацію цих торгових марок було також проведено у багатьох країнах, у які експортується дарджилінг. Усі виробники були зобов'язані маркувати свої чаї цим логотипом, давати повний звіт із виробництва та збуту, платити ліцензійні платежі. Це дозволило Чайній Раді Індії контролювати кількість та якість чаю, зменшити кількість підробок.

### Підробки
При щорічному обсязі виробництва дарджилінгів у 9-10 тисяч тон, у світі під назвою «дарджилінг» щорічно продається близько 40 тисяч тон чаю. Різниця у 30 тисяч тон пояснюється змішуванням дарджилінгів з іншими чаями та підробками.

## Характеристики чаю
- Структура: неоднорідна, більшість ґатунків містить тіпси, може містити квіти чайного куща.
- Колір сухого чаю: зазвичай, неоднорідний. Від білого і зеленого до чорного. Колір окремих листочків також неоднорідний.
- Колір настою: прозорий, від світло-жовтого до насичено-помаранчевого кольору.
- Аромат: виражений фруктовий або квітковий, змінюється в залежності від плантації та періоду збирання.
- Смак: терпкий, солодкуватий.

### Як розрізнити справжній дарджилінг
- Листові дарждилінги виробляються виключно високих ґатунків та є дуже типовими. Вони, як правило, є легкими, завжди — неоднорідними за структурою та кольором, з великим вмістом світлих пухнастих «вій» — тіпсів, мають виражений фруктовий або квітковий аромат. Більшість ґатунків дарджилінгів мають неоднорідне забарвлення окремого листка — від світло-зеленого до коричневого або майже чорного.
- Ламані дарджилінги та крихта йдуть на виробництво блендових (змішаних) чаїв для фасування у чайні пакетики. У цьому випадку, перевірити справжність дуже складно.

## Виробництво

### Чайні сади

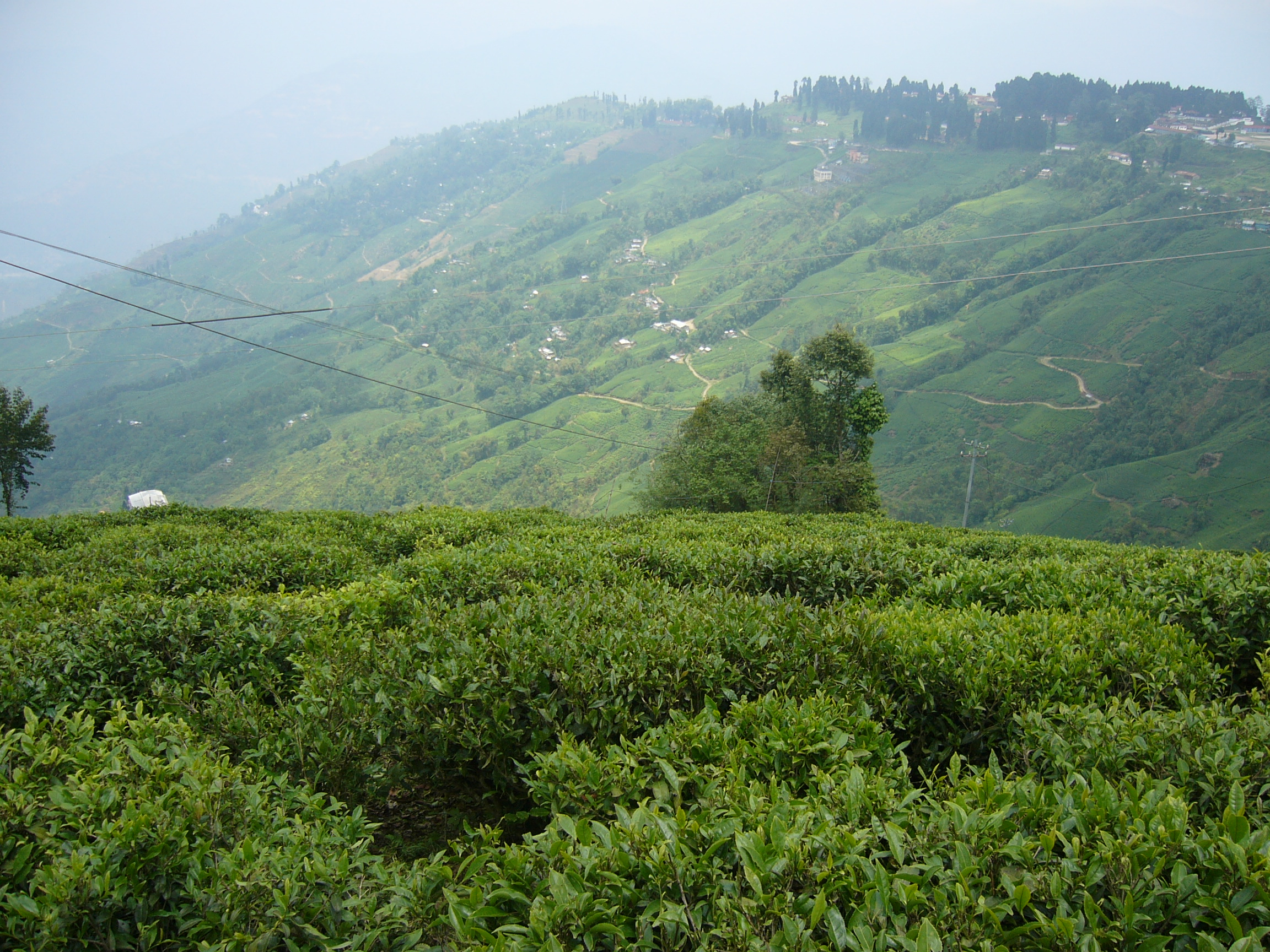
Чайний сад у Дарджилінгу

У Дарджилінгу чай вирощують у чайних садах — господарствах, які спеціалізуються на вирощуванні чаю. Офіційно зареєстрованих чайних садів у Дарджилінгу є 87.
Серед найвідоміших чайних садів Дарджилінгу є: Arya, Avongrove, Ambootia, Badamtam, Gopaldhara, Kumai, Longview, Margaret's Hope, Namring, Okayti, Orange Valley, Risheehat, Sungma, Singbulli, Soureni, Tukvar, Thurbo.
Див. також: Чайний сад, Список чайних садів Дарджилінгу.

### Сировина
Дарджилінги виробляють із бруньок та молодого листя переважно молодих чайних кущів наступних сортів:
- China Jat[1];
- China Hybrid;
- Асамський.

Найкращими вважаються клональні кущі перших двох різновидів.

### Технології
Дарджилінги є традиційними чаями, тобто виробляються простим скручуванням, без використання технології CTC.

Стадії переробки чайного листа, залежно від типу чаю

Особливою для дарджилінгів технологією є надання чайному листу неоднорідності. Молоде листя та тіпси (бруньки чайного куща) збираються руками, руками ж злегка прокочуються по рівній поверхні для часткового пошкодження листа. Сушать листя повітрям на піддонах у приміщенні. Під час сушіння пошкоджена ділянка листа окислюється сильніше, ніж непошкоджена. Таким чином, частина кожного листочка стає схожою на чорний чай, а частина — на зелений чай. Така технологія дозволяє зробити чай і запашним, і екстрактивним.

### Статистика
Статистика чайної індустрії округу Дарджилінг:
- Річний обсяг виробництва — 9-10 тисяч тон.
- Чайні насадження займають площу 17500 гектарів.
- На постійній основі працює 52000 працівників, ще 15000 працюють сезонно.
- Щорічний обіг чайної індустрії — 7,5 мільйонів USD[11].

## Класифікація

### За ступенем окислення
За ступенем окислення дарджилінги умовно поділяють на чорний (основний тип дарджилінгу), зелений (менш розповсюджений тип), білий та улун (рідкісні та цінні ґатунки дарджилінгів). В окремих господарствах у незначних кількостях виробляють також інші різновиди чаю.

### За періодом збирання
Основна стаття: Період збирання чаю.
У регіоні прийнята система періодів збирання чайного листа, серед яких найбільше цінуються три:
- Перше збирання, або перший флаш (англ. 1st Flush), який ще називають пасхальним. Це збирання проводять наприкінці зими — напочатку весни. Весняному чаю притаманні особливо тонкий аромат та світлий настій. Це найцінніший флаш, з якого виготовляють, у тому числі, раритетні дарджилінзькі улуни та білі чаї.
- Друге збирання, або другий флаш (англ. 2nd Flush). Літній дарджилінг характерний сильним фруктовим ароматом та більш вираженим смаком, за який чаї цього збирання називають «мускатель». Збирання проводять у першій половині літа, до настання періоду мусонів.
- Третє, осіннє, збирання, або третій флаш (англ. 3rd Flush). Збирають у жовтні. Цей чай цінується найменше з цих трьох, але бувають і цінні осінні ґатунки.

У маркуванні перші три збирання іноді позначаються римськими цифрами.
Менш цінними є чаї, зібрані між сезонами (англ. in-betweens), наприклад, мусонні чаї — так званий мусонний, або дощовий флаш (англ. Monsoon Flush). Сировина цього збирання, як правило, йде на виробництво зеленого чаю.

### За вмістом тіпсів та розміром листа
Основними ґатунками дарджилінгів є:
- TGFOP (Tippy Golden Flowery Orange Pekoe) — базовий ґатунок, високоякісний тіпсовий чай.
- FTGFOP (Finest Tippy Golden Flowery Orange Pekoe) — найвищий ґатунок цільнолистового чаю. По стандартам, містить чверть тіпсів.
- SFTGFOP — неофіційне маркування чаїв із ще більшим, ніж у FTGFOP, вмістом тіпсів.
- BPS, TGFBOP — позначення для ламаних та різаних дарджилінгів. Майже не зустрічаються у чистому вигляді.
- GFOF — висівки дарджилінзьких чаїв, використовуються для виробництва пакетованих чаїв, здебільшого — блендових (змішаних із кенійськими, цейлонськими тощо).
- CTC або гранульовані чаї, за багатьма, в тому числі, іміджевими міркуваннями, дарджилінгами не вважають. В Індії докладається чимало зусиль та інвестицій для переходу з технологій виробництва CTC до традиційних технологій, які дозволяють виробляти набагато якісніші чаї.

##### Додаткове маркування
- Арабська цифра «1» або літери «А» після абревіатури означають дрібніші листочки, а отже, вищий ґатунок.
- SPL, Spl — англ. Special, вказує на чай особливий — такий, що відрізняється якістю та рідкістю, наприклад — білий дарджилінг або улун.
- CL або Clonal — чай з клонованих кущів. Показник високої якості листя.
- CH, Ch — China, чай китайського сорту куща. Іноді може означати чай першого збирання (англ. china-style tea, чай у китайському стилі).
- DJ, EX, LC — префікси з закупівельних рахунків. Використовуються для позначення обсягу партії чаю: DJ — понад 100 кг чаю, EX — менше 100 кг, LC — мала партія. Іноді між обсягом партії та якістю чаю може бути прямий зв'язок, бо невеликі партії чаю можуть бути залишками, тобто низької якості. З іншого боку, раритетні ґатунки не можуть відвантажуватись великими обсягами. Отже, такий зв'язок не є очевидним і залежить від конкретного ґатунку, плантації та інших торговельних особливостей[12].

### Нетипові дарджилінги
У Дарджилінгу у відносно невеликій кількості виробляють і нетипові для Індії чаї. Це — улуни тайванського типу, деякі японські типи чаїв, серед яких, наприклад, гіокуро.

### Інші види та ґатунки дарджилінгів
- Блендові (змішані) чаї: типові англійські суміші «до сніданку» та «до обіду», «Російський караван», Лапсанг сушонг.
- Ароматизовані чаї: Ерл Грей, ароматизовані чорний, зелений чаї та улун.
- Ароматичні чаї (з додаванням інших рослин): жасминовий, трояндовий, лічі.
- Сезонні суміші: весняні, літні, осінні, зимові та святкові[13].

## Заварювання та вживання
- Заливати дарджилінг слід окропом, що охолонув до 85-90 °C.
- Заварювати протягом від 15 секунд до 2 хвилин, залежно від ґатунку.
- Приблизна кількість чаю — 5 грам (повна чайна ложка) на 1 літр води.

Решта рекомендацій щодо заварювання є загальними для усіх чаїв:
- Використовувати для заварювання нагрітий окропом керамічний посуд.
- Для заварювання брати джерельну або артезіанську воду, яка щойно закипіла.
- Не кип'ятити воду два або більше разів.
- Припиняти кипіння, коли вода тільки починає кипіти.
- Не заливати чай окропом.
- Не використовувати заварку, яка стоїть тривалий час.

Див. також: стандарт заварювання чаю ISO 3103.
Для дарджилінгів добре підходить такий спосіб заварювання: у нагрітий окропом чайник всипати чай, залити окропом 85–90 °C, заварювати 15–20 секунд, розлити у чашки. Залити окропом ще раз, заварювати 30-40 секунд, долити у чашки. Залити окропом втретє, та заварювати близько хвилини, після чого знову долити у чашки. Таким чином, перше, коротке, заварювання збереже аромат, а решта — дасть смак та міцність.
У дарджилінг, щоб не втратити виразний та тонкий аромат та смак, не варто додавати молоко, мед, лимон або які-небудь інші домішки. Найкраще смакує гарячим.
Дарджилінги добре підходять для купажування, тобто змішування — наприклад, з якісним чорним цейлонським чаєм або китайським кімуном.

## Зберігання
Як і будь-який чай, дарджилінг дуже чутливий до умов зберігання. Найкраще зберігати подалі від сильних запахів, вологи та сонячних променів, у вакуумних упаковках або керамічних чи скляних банках з притертими кришками. Оптимальна температура зберігання — +5–10 °C, тобто — у холодильнику.
Термін зберігання більшості дарджилінгів — не більше 2-х років. З часом дарджилінги втрачають притаманний їм тонкий аромат. Тому свіжість — один із головних показників якості чаю. Якісний дарджилінг обов'язково повинен мати в маркуванні рік урожаю та сезон — період збирання. Окремі ґатунки дарджилінгів можуть зберігатись 5 та більше років, при чому, смак та аромат не погіршується. Такі чаї можуть мати маркування Vintage, «витриманий».

## Історія
- 1839 — новим суперінтендантом округу Дарджилінг призначено доктора Артура Кемпбелла, цивільного хірурга індійської медичної служби.
- 1841 — Артур Кемпбелл привозить до Дарджилінгу насіння китайського чайного куща (лат. Camellia sinensis var. sinensis) та саджає в саду свого маєтку у Бічвуді.
- 1847 — уряд Індії вважає експеримент з вирощування чаю в Дарджилінгу успішним та закладає «школки», де з насіння вирощують саджанці чайного куща.
- 1852 — британці засновують перші чайні сади: Алубарі (англ. Aloobari), Штейнталь (англ. Steinthal) та Туквар (англ. Tukvar). Для роботи у чайних садах запрошують переселенців із Непалу.
- 1866 — кількість чайних садів сягає 39, загальний урожай становить 21000 кг чаю на рік.
- 1870 — чайних садів нараховується 56, річний урожай — 71000 кг, чайні насадження займають 4400 га[14].
- 1947 — Індія здобуває незалежність. Попит на індійський чай у Великій Британії у наступні роки падає (на користь кенійського чаю)[15]. Чайна промисловість Індії занепадає. Більшість господарств переходить на виробництво низькоякісного та більш дешевого гранульованого чаю або зачиняється.
- 2000-ні — у чайну промисловість Дарджилінгу знову вкладаються інвестиції[4]. Під керівництвом Чайного Управління Індії чайні сади знову повертаються до виробництва високоякісного традиційного чаю, переходять на органічне та біодинамічне землеробство та отримують відповідні сертифікати.

## Тенденції
- Як данина моді на зелений чай, дарджилінги останнім часом «зеленішають», тобто чорні чаї виробляються світлішими, ніж раніше.
- Чайні сади запрошують майстрів для створення нетипових для Дарджилінга чаїв, аналогічних популярним цінним світовим ґатункам чаю.

## Географія споживання
Основними країнами, що споживають дарджилінг, є Англія, США, Німеччина, Японія, Австралія. Дешеві ґатунки популярні в Китаї. Набирає популярності у Південній Кореї.
У самій Індії споживання чаю довгий час було традиційно незначним, через його високу вартість та індуїстську релігійну заборону на вживання чаю (через збуджуючий ефект). Однак, у 2000-х роках споживання чаю в Індії значно збільшилось, внаслідок швидкого зростання населення, підвищення рівню життя та урбанізації. У 2008 році на внутрішнє споживання пішло 82 % індійського чаю. Але дарджилінги залишаються переважно експортним продуктом.

## Схожі чаї
Схожими на дарджилінзькі є чаї, які виробляють у Непалі та індійському штаті Сіккім. Це сусідні з Дарджилінгом регіони, в яких схожий клімат та використовуються схожі технології.